# Ciocârlia de Sus
Ciocârlia de Sus – wieś w Rumunii, w okręgu Konstanca, w gminie Ciocârlia. W 2011 roku liczyła 1449 mieszkańców.